# Kishan Hirani
Kishan Hirani (Cardiff, 2 giugno 1992) è un giocatore di snooker gallese.

## Carriera
Invitato nei tornei del Players Tour Championship negli anni 2010, Kishan Hirani ottiene una carta da professionista per le stagioni 2018-2019 e 2019-2020, dopo aver vinto il terzo evento della Q School 2018. Nella sua stagione d'esordio raggiunge per tre volte il secondo turno.

## Ranking[5]
| Stagione  | Ranking iniziale | Ranking finale |
| --------- | ---------------- | -------------- |
| 2018-2019 | Non classificato | 118            |
| 2019-2020 | 88               |                |